# 狼山乡
狼山乡，是中华人民共和国河北省张家口怀来县下辖的一个乡镇级行政单位。

## 行政区划
狼山乡下辖以下地区：
狼山村、五街村、六街村、三营村、四营村、八营村、五营梁村、奚家堡村、石虎窑村、青山庄村、刘总坟村和于家梁村。

## 交通
- 京包铁路：狼山站